# Arthur Kopit
Arthur Lee Kopit est un écrivain américain pour le théâtre et le cinéma né le 10 mai 1937 et mort le 2 avril 2021.

## Biographie
Diplômé de l'université de Harvard (1959), il enseigne l'art dramatique à l'université de Londres.
Dans le monde du théâtre américain contemporain, il est surtout connu comme l'auteur de deux pièces, Indians et Nine. La première sert de base au scénario du film Buffalo Bill et les Indiens (1976) de Robert Altman, et la seconde à celui du film Nine (2009) de Rob Marshall.
Il écrit également les scénarios de plusieurs téléfilms peu connus à la fin des années 1980 et au début des années 1990.
En 2005, il a fait don gratuitement de tous ses manuscrits à la bibliothèque de l'université de New York.

## Récompenses et distinctions
Il est deux fois finaliste du prix Pulitzer, trois fois candidat aux Tony Awards, candidat et lauréat des Drama Desk Awards, lauréat de la Shaw Traveling Fellowship qui lui est attribuée par l'université de Harvard en 1959, et lauréat du prix de littérature de l'Académie américaine des arts et des lettres en 1971.

## Œuvres
- Oh Dad, Poor Dad, Mamma's Hung You in the Closet and I'm Feelin' So Sad (1963)
- Chamber Music (1965)
- Indians (1969)
- Wings (1978)
- Nine (1982)
- Good Help is Hard to Find (1982)
- End of the World with Symposium to Follow (1984)
- La nuit tombe sur Manhattan (1987)
- Le Fantôme de l'Opéra (1990)
- Road to Nirvana (1991)
- Success (1991)
- Phantom (1991)
- Roswell, le mystère (1994)
- High Society (1998)
- Y2K (2000)